# Dollar bermudien
Pour les articles homonymes, voir BMD.
Le dollar bermudien  ou dollar des Bermudes (ISO 4217 code: BMD) est la monnaie des Bermudes. Cette monnaie est habituellement abrégée $ ou BD$ pour le différencier des dollars d'autres pays. Il est subdivisé en 100 cents. Le dollar des Bermudes n'est normalement pas échangé en dehors des Bermudes.

## Histoire
Le dollar est introduit en 1970  pour remplacer la livre des Bermudes au taux de 1 dollar = 8 shillings et 4 pence. Ce taux a été choisi pour faciliter le taux fixe d'échange du dollar des Bermudes par rapport au dollar américain, la livre sterling étant alors échangée à 2.4US$.

## Pièces
Sont introduites en 1970 les pièces de 1, 5, 10, 25 et 50 cents. La pièce de 1 cent est en bronze et les autres en cupronickel. En 1983 son introduites des pièces de 1 et 5 dollars en cuivre/laiton mais la pièce de 5 dollars n'est pas continuée. La pièce de 1 dollar a été conçue d'après la pièce de 1 livre.  Ces pièces n'étaient pas populaires du fait de leur taille et de leu poids et les habitants des Bermudes refusent de les utiliser après le retrait de la circulation du billet de 1 dollar. La première pièce de 1 dollar est remplacée en 1988 par une nouvelle pièce similaire au dollar canadien, plus grand mais plus fin - les premières pièces de 1 et 5 dollars cessent d'être légales. En 1988 l'acier plaqué cuivre est remplacé par le bronze, les pièces de 50 cents sont retirées. En 1991 le zinc plaqué cuivre remplace l'acier plaqué bronze dans les pièces de 1 cent. En 2006, les pièces en circulation sont les pièces de :
- 1 cent
- 5 cents
- 10 cents
- 25 cents
- 1 dollar

## Billets
En 1970, le Gouvernement des Bermudes introduit des billets de 1, 5, 10, 20 et 50 dollars.  En 1974 l'Autorité Monétaire des Bermudes prend le contrôle de la production de papier monnaie et sort en 1982 des billets de 100 dollars et en 1988 des billets de 2 dollars au moment de la sortie des pièces de 1 dollar.
Les billets de banque de 1970 sont tous imprimés avec la mention Bermuda Government (Gouvernement des Bermudes), mention plus tard remplacée par ''Bermuda Monetary Authority (Autorité Monétaire des Bermudes).
En 2008, il est annoncé que les billets seraient redessinés pour la célébration du 400e anniversaire des Bermudes, c'est le premier changement depuis l'introduction du dollars. Les nouveaux dessins sont décrits comme "résolument des Bermudes" avec la reine Élisabeth II moins apparente, en utilisant l'effigie royale créée par Arnold Machin.
Les dessins représentent des thèmes et des scènes des Bermudes, et comme leurs prédécesseurs, sont colorés en fonction de leur valeur :
- $2 : bleu ; un Merlebleu de l'Est avec en fond le Port militaire de la Royal Naval aux Bermudes.
- $5 : rose ; un marlin bleu avec en fond le Somerset Bridge.
- $10 : pourpre ; Un Holacanthus bermudensis avec en fond la Deliverance et le  Port militaire de la Royal Naval aux Bermudes.
- $20 : vert ; une "grenouille sifflante" avec en fond le phare de Gibbs Hill et une église.
- $50 : jaune ; un phaéton à bec jaune avec en fond l'Église Saint-Pierre de Saint George's[6].
- $100 : Rouge ; un oiseau cardinal avec en fond l'Assemblée des Bermudes.

Le premier lot d'un million de dollars de ces nouveaux billets a été mis en circulation début 2009.

## Sources
- (en) Cet article est partiellement ou en totalité issu de l’article de Wikipédia en anglais intitulé « Bermudian dollar » (voir la liste des auteurs).